# Karašica
La Karašica est une rivière de l'est de la Croatie d'une longueur de 91 km et couvrant un bassin de 936 kilomètres carrés[réf. nécessaire]. La Karašica est un affluent de la Drave, elle-même affluent du Danube.